# Casato delle Fiandre
Il casato delle Fiandre, detta anche dei Baldovini (in latino Balduini), governò la contea delle Fiandre dall'863 al 1119 e dal 1191 fino alla sua estinzione nel 1280. Governò anche la contea di Hainault dal 1051 al 1280 e la contea di Namur dal 1188 al 1212. Essa diede due imperatori latini di Costantinopoli dal 1204 al 1216.

## Storia

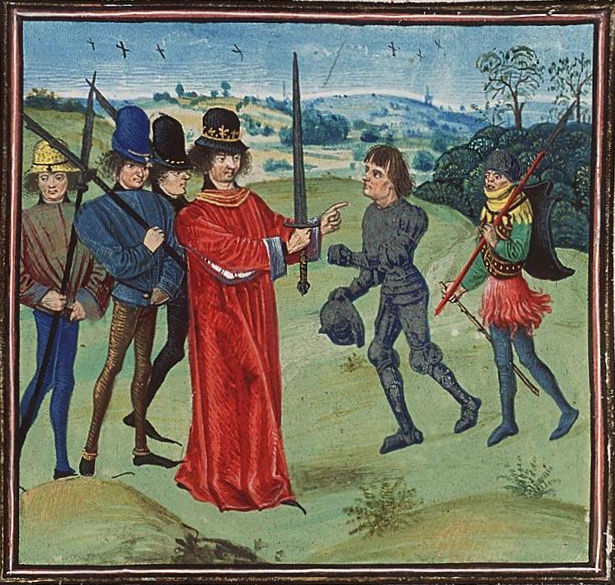
Nell'863, re Carlo il Calvo infeuda suo genero Baldovino I Braccio di Ferro della contea delle Fiandre.

Il casato delle Fiandre fu una delle prime famiglie della nobiltà franca che riuscì a stabilire l'ereditarietà su un territorio nel lungo periodo. La casata fu fondata da Baldovino I, detto Braccio di Ferro, che aveva sposato Giuditta, una figlia del re dei Franchi Occidentali e imperatore romano Carlo il Calvo della stirpe dei Carolingi. Dal 1051 in poi, la casa delle Fiandre governò anche la contea di Hainaut, a partire da Baldovino I di Hainaut. Per un breve periodo, la stirpe possedette anche la contea di Namur (1188-1212).
Il dominio del casato delle Fiandre sulle Fiandre terminò prima nel 1119 con la morte di Baldovino VII, ma nel 1191 il casato riconquistò la contea con Baldovino VIII di Fiandra (Baldovino V di Hainaut).
La stirpe raggiunse un altro apice con la quarta crociata, quando fornì gli Imperatori latini di Costantinopoli dal 1204 al 1216 (includendo il marito e i figli della sorella dei due imperatori, anche fino al 1261).
La casata delle Fiandre si estinse nel 1280 con la morte di Margherita II.

## Albero genealogico

### Da Baldovino I a Baldovino V

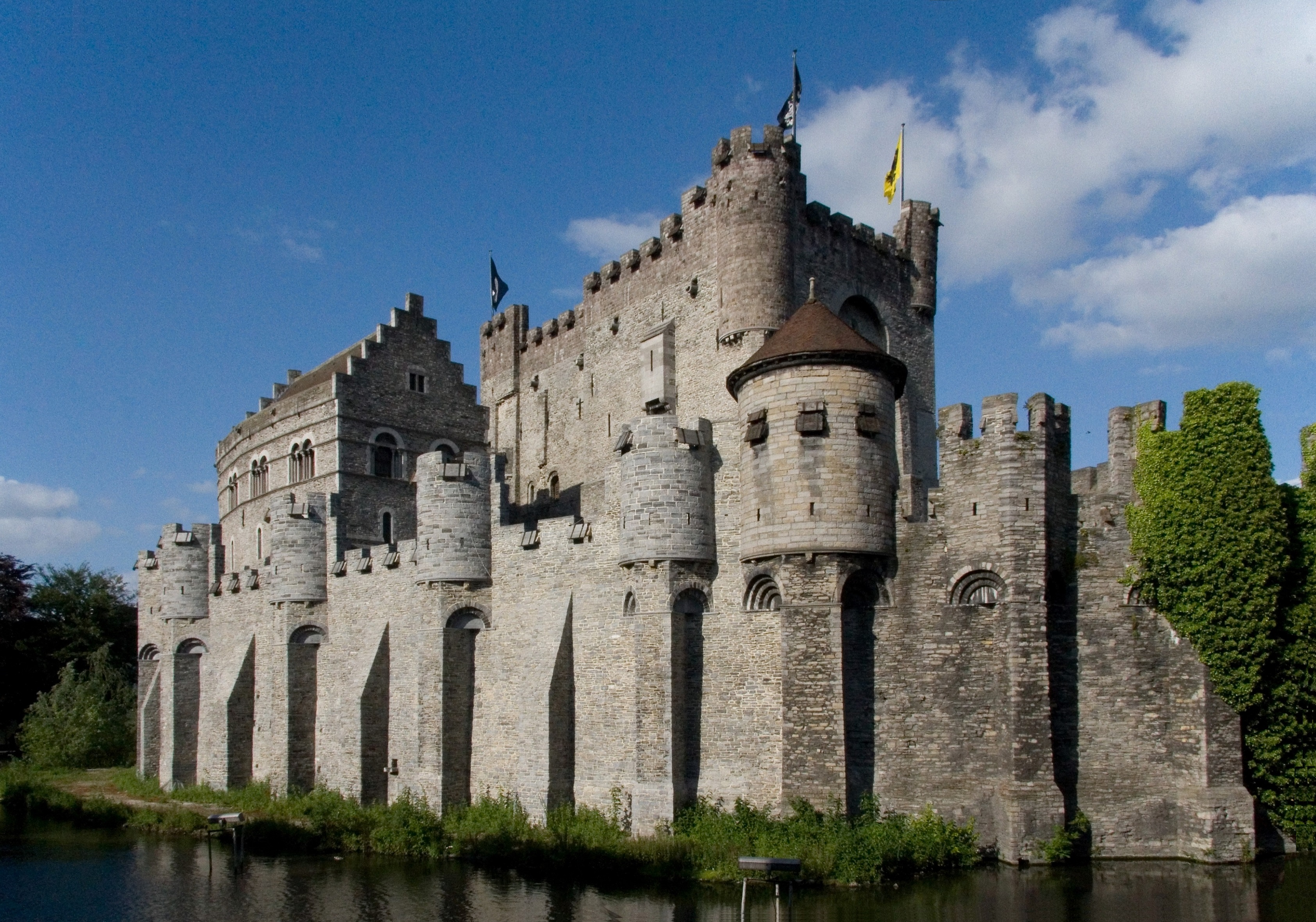
Castello di Gravensteen a Gand, residenza principale della contea delle Fiandre

1. Baldovino I († 879), conte delle Fiandre ⚭ 862 Giuditta († dopo l'870), figlia dell'imperatore Carlo il Calvo (Carolingi), vedova di Æthelwulf, re del Wessex († 858) (Wessex), e di Æthelbald, re del Wessex († 860) (Wessex).
  1. Baldovino II il Calvo (863/65-918, probabilmente il 10 settembre), dall'879 conte delle Fiandre ⚭ 884 Aelftrud del Wessex († 7 giugno 929), figlia del re Alfredo il Grande (Wessex);
    1. Arnolfo I il Grande (885/890-27 marzo 964), conte delle Fiandre dal 918 ⚭ (I) NN ⚭ (II) 934 Adele di Vermandois (910/915-960), figlia del conte Erberto II (Carolingio);
      1. Ildegarda (probabilmente 934-10 aprile 990) ⚭ intorno al 940/945, Teodorico II († 6 maggio 988), conte della Frisia occidentale (Gerulfingi);
      2. Luitgarda (935-962 prima del 18 ottobre) ⚭ intorno al 950, Wichmann, conte di Hamaland († dopo il 14 dicembre 973);
      3. Ecberto († prima del 10 luglio 953);
      4. Baldovino III (probabilmente 940-1 gennaio 962), dal 958 conte delle Fiandre ⚭ 961 Matilde di Sassonia († 25 maggio 1008), figlia del duca di Sassonia Ermanno (Billunghi), che sposò in seconde nozze Goffredo il Prigioniero, conte di Verdun, intorno al 963 († dopo il 995) (Ardenne);
        1. Arnolfo II (961/962-30 marzo 987), conte delle Fiandre dal 964, sepolto a Gand ⚭ intorno al 968 Rozala-Susanna d'Ivrea (950/60-7 febbraio o 13 dicembre 1003), figlia di Berengario II, re d'Italia (Anscarici), sposò in seconde nozze nel 988 Roberto II, re di Francia (Capetingi).
          1. Matilde († prima del 995);
          2. Baldovino IV il Barbuto (probabilmente 980-30 maggio 1035), conte delle Fiandre dal 987 ⚭ (I) 1012 circa, Ogiva di Lussemburgo († 21 febbraio 1030), figlia del conte Federico (Ardenne) ⚭ (II) NN (Eleonora) di Normandia, figlia di Riccardo II, duca di Normandia (Rollonidi), e Giuditta di Bretagna.
            1. (I) Baldovino V l'Isolano (probabilmente 1013-1 settembre 1067 a Lilla), dal 1035 conte delle Fiandre, dal 1060 al 1067 reggente di Francia, sepolto a Lilla ⚭ 1028 Adele di Francia († 8 gennaio 1079 nel monastero di Mesen), contessa di Contenance, fondatrice del monastero di Mesen, figlia del re Roberto II (Capetingi), vedova del duca Riccardo III di Normandia (Rollonidi) – discendenti vedi sotto
            2. (II) (probabilmente[1]) Giuditta (intorno al 1030-5 marzo 1094) ⚭ (I) prima del 1051 Tostig Godwinsson, dal 1055 conte di Northumbria (⚔ 25 settembre 1066, battaglia di Stamford Bridge) (Godwin) ⚭ (II) intorno al 1070 Guelfo d'Este, dal 1070 duca di Baviera († 1101) (giovani Welfen).

      5. Elftrude ⚭ Sigfrido, dal 928 signore di Guînes († probabilmente 965) (Guînes).

    2. Adalolf (Aethelwulf), dal 918 conte di Boulogne e Thérouanne;
      1. un figlio († 962 prima di settembre);
      2. Arnolfo II († dopo il 31 gennaio 972), conte di Boulogne – ebbe ulteriori discendenti
      3. (illegittimo) Baldovino Baldzo († 973), dal 964 tutore del conte Arnolfo II di Fiandra.

    3. Ealswid;
    4. Ermentrude.

  2. Rodolfo († 28 giugno 896), conte di Vermandois.
    1. una figlia ⚭ Isacco, dal 916 al 940 conte di Cambrai († prima del 30 aprile 948).

### Baldovino V a Baldovino VII e i conti di Hainaut
1. Baldovino V l'Isolano (probabilmente 1013-1 settembre 1067 a Lilla), dal 1035 conte delle Fiandre, dal 1060 al 1067 reggente di Francia, sepolto a Lilla ⚭ 1028 Adele di Francia († 8 gennaio 1079 nel monastero di Mesen), contessa di Contenance, fondatrice del monastero di Mesen, figlia del re Roberto II (Capetingi), vedova del duca Riccardo III di Normandia (Rollonidi) – antenati vedi sopra
  1. Baldovino VI (I) (probabilmente 1030-17 luglio 1070), dal 1055 circa conte di Hainault, dal 1045 margravio di Anversa, dal 1067 conte di Fiandra ⚭ intorno al 1055 Richilde, erede dell'Hainaut († 15 marzo 1086), vedova di Ermanno di Bergen, conte di Hainault, sposò in terze nozze nel 1070 Guglielmo di Crépon (⚔ 22 febbraio 1071 nella battaglia di Cassel);
    1. Arnolfo III (probabilmente 1055-⚔ 22 febbraio 1071 nella battaglia di Cassel), dal 1070 conte delle Fiandre;
    2. Baldovino II (probabilmente 1056-† durante la prima crociata, dopo l'8 giugno 1071), conte di Hainault ⚭ 1084 Ida di Lovanio, attestata nel 1107, figlia del conte Enrico II (Reginar);
      1. Ida (probabilmente 1085,dopo il 1101) ⚭ intorno al 1100 Tommaso di Coucy, signore di Marle († 1130/31) (Boves)
      2. Baldovino III († 1120), dal 1098 conte di Hainault ⚭ Jolante di Gheldria, figlia del conte Gerardo I Flaminius, sposò in seconde nozze Geoffroy di Bouchain;
        1. Baldovino IV (probabilmente 1110-6 ottobre o 8 novembre 1171), dal 1120 conte di Hainault ⚭ intorno al 1130 Alice di Namur († fine luglio 1169), figlia del conte Goffredo – discendenti vedi sotto
        2. Gerardo († 1166) ⚭ Edvige di Dale, erede di Dale, figlia di Ermanno II, conte di Calvelage - discendenti: i conti di Dale, estintosi dopo il 1331
        3. Gertrude ⚭ prima del 9 agosto 1138, Ruggero III di Tosny († 1162) (Tosny);
        4. Richilde ⚭ (I) Teodorico di Avesnes (Avesnes) ⚭ (II) Everardo II Radulfo, burgravio di Tournai, attestato nel 1135/59.

      3. Arnoldo (Arnolfo) ⚭ Beatrice di Ath, figlia di Gualtiero (Walter) e Ade di Roucy - discendenti: i signori di Le Roeulx, estintosi nel 1288
      4. Ludovico, attestato nel 1096;
      5. Enrico, attestato nel 1096;
      6. Simone, canonico nel 1096 a Liegi;
      7. Guglielmo († dopo il 1117);
      8. Richilde (probabilmente 1095-dopo il 1118) ⚭ Amaury III di Montfort, conte di Évreux († dopo il settembre 1136), divorziati nel 1118 (Montfort-l'Amaury);
      9. Aelidis (attestata nel 1132/53) ⚭ Nicola II di Rumigny, attestato nel 1100/53.

    3. Agnese, attestata intorno al 1171.

  2. Matilde (probabilmente 1032-3 novembre 1083) ⚭ 1053 Guglielmo II, duca di Normandia, dal 1066 re d'Inghilterra († 9 settembre 1087) (Rollonidi);
  3. Roberto I il Frisone (probabilmente 1035-† 13 ottobre 1093), dal 1062/71 conte d'Olanda, dal 1071 conte delle Fiandre ⚭ 1063 Gertrude di Sassonia († 4 agosto 1113), figlia di Bernardo II, duca di Sassonia (Billunghi), vedova del conte Fiorenzo I d'Olanda (Gerulfingi).
    1. Roberto II († 5 novembre 1111), dal 1086 co-conte, dal 1093 conte di Fiandre ⚭ prima del 1092 Clemenza di Borgogna († probabilmente 1133), figlia di Guglielmo I, conte di Borgogna (Anscaridi), sposata in seconde nozze intorno al 1125 Goffredo I, duca di Brabante (Reginar);
      1. Baldovino VII (1093-17 giugno 1119 a Roeselare), dal 1111 conte di Fiandra ⚭ 1110, divorziata, Hawise di Bretagna, figlia di Alano IV, duca di Bretagna (Cornovaglia);
      2. Guglielmo (1094-1109);
      3. un figlio (nato nel 1095 e morto infante).

    2. Filippo, detto" van Loo" († 1127) ⚭ NN;
      1. (illegittimo) Guglielmo di Ypres (intorno al 1104-24 gennaio 1162 o 1164), pretendente.

    3. Adela, morta nell'aprile 1115 ⚭ (I) dopo il 1080 Canuto IV, santo e re di Danimarca († 10 luglio 1086) (Estridsen) ⚭ (II) 1090 Ruggero Borsa, duca di Puglia († 1111) (Altavilla);
      1. (I) Carlo il Buono (probabilmente 1084-2 marzo 1127), dal 1119 conte delle Fiandre ⚭ intorno al 1119 Margherita di Clermont, figlia di Rainaldo II, conte di Clermont-en-Beauvaisis, e Adele di Vermandois, sposò in seconde nozze Ugo II, conte di Saint-Pol († 1130/31) (Candavene), e in terze nozze Baldovino d'Encre.

    4. Gertrude († 1115/26) ⚭ (I) Enrico III, conte di Lovanio († 5 febbraio 1095) ⚭ (II) Teodorico II, duca di Lorena – i genitori dei conti di Fiandra della stirpe di Châtenois;
    5. Otgiva, badessa di Messines 1101/27;
    6. Baldovino († prima del 1080).

### Imperatori latini di Costantinopoli
1. Baldovino IV (probabilmente 1110-6 ottobre o 8 novembre 1171), dal 1120 conte di Hainault ⚭ intorno al 1130 Alice di Namur († fine luglio 1169), figlia del conte Goffredo  – antenati vedi sopra
  1. Jolanda (1131-dopo l'aprile 1202) ⚭ (I) 1151/52 Ives II di Nesle, dal 1141 conte di Soissons (Nesle) († agosto 1178) ⚭ (II) intorno al 1179 Ugo IV, conte di Saint-Pol († 1205) (Candavene);
  2. Baldovino (probabilmente 1134-1147/50);
  3. Laurette († 9 agosto 1181) ⚭ (I) Teodorico di Aalst († 20 aprile 1166) ⚭ (II) 1173 Burcardo IV di Montmorency  († 1189) (Montmorency);
  4. Agnese (probabilmente 1140/45-1168/73) ⚭ prima del 1164 Raoul I di Coucy (⚔ 1191 ucciso durante l'assedio di Acri) (Coucy);
  5. Goffredo (1147-7 aprile 1163), conte di Ostervant; presumibilmente sposata con Eleonora, dal 1183 contessa di Vermandois, Valois ecc. (1152-dopo il 1221), figlia del conte Raoul I di Vaillant (Capetingi di Vermandois); ella sposò: ⚭ prima del 1167 Guglielmo IV, dal 1161 conte di Nevers († 25 ottobre 1168) in Palestina (Monceaux) ⚭ 1170 circa Matteo d'Alsazia, dal 1160 conte di Boulogne (⚔ 25 luglio 1173 in Normandia) ⚭ intorno al 1175 Matteo III, conte di Beaumont-sur-Oise († 27 novembre 1208/09) ⚭ intorno al 1210 Etienne II di Blois, signore di Châtillon-sur-Loing († 1252);
  6. Baldovino V (VIII) (1150-17 dicembre 1195 a Mons), dal 1171 conte di Hainault, da luglio 1190 margravio di Namur, dal 1191 conte delle Fiandre ⚭ aprile 1169 Margherita di Lorena († 15 novembre 1194), dal 1191/94 contessa di Fiandra, figlia di Teodorico d'Alsazia, conte di Fiandra (Châtenois), vedova di Rodolfo II il Lebbroso, conte di Vermandois (Capetingi di Vermandois);
    1. Isabella (1170-1190), dal 1180 contessa di Artois ⚭ 28 aprile 1180 Filippo II, dal 1180 re di Francia (Capetingi);
    2. Baldovino VI (IX) (luglio 1171-11 giugno 1205), dal 1194 conte delle Fiandre, dal 1195 conte di Hainaut, dal 1204 imperatore latino di Costantinopoli ⚭ 6 gennaio 1186 Maria di Champagne (probabilmente 1174-9 agosto 1204), figlia del conte Enrico I di Champagne (Blois);
      1. Giovanna (1200-5 dicembre 1244 a Marquette), dal 1205 contessa di Hainaut e delle Fiandre ⚭ (I) 1 gennaio 1212 Ferdinando del Portogallo († 4. marzo (o 26 luglio) 1233) ⚭ (II) 2 aprile 1237 Tommaso II, conte di Savoia, dal 1239/44 conte di Hainault e Fiandre († 1 febbraio 1259) (Savoia);
      2. Margherita II (1202-10 febbraio 1280), dal 1244 contessa di Hainault e Fiandre ⚭ (I) prima del 23 luglio 1212, divorziata probabilmente nel 1221, Burcardo d'Avesnes, balivo di Hainault († 1244) (Avesnes) ⚭ (II) 18 agosto/15 novembre 1223, Guglielmo II di Dampierre († 3 settembre 1231) (Dampierre).

    3. Filippo I (1175/76-8/9 ottobre 1212), dal 1196 margravio di Namur, dal 1200 al 1212 reggente delle Fiandre ⚭ 1210 Maria di Francia (1198-15 agosto 1224), figlia del re Filippo II (Capetingi), sposò in seconde nozze l'8/22 aprile 1213 Enrico I, duca di Brabante;
    4. Iolanda (probabilmente 1175-agosto 1219) ⚭ 1 luglio 1194, Pietro II di Courtenay, conte di Nevers, Auxerre e Tonnerre, dal 1216 imperatore di Costantinopoli († dopo il giugno 1219);
    5. Enrico (probabilmente 1176-11 luglio 1216), dal 1206 imperatore di Costantinopoli ⚭ (I) 4 febbraio 1207 Agnese del Monferrato († 1208), figlia del marchese Bonifacio I (Aleramici) ⚭ (II) 1209 Maria di Bulgaria, figlia dello zar Kaloyan;
    6. Sibilla († 9 gennaio 1217) ⚭ dopo il 1195 Guichard IV di Beaujeu (Beaujeu);
    7. Eustachio († dopo il 1217), dal 1206 al 1209 capo militare, dal 1210 al 1216 reggente del regno di Tessalonica ⚭ dopo giugno/luglio 1209 NN, figlia di Michele I Comneno Dukas, despota dell'Epiro (Angeli);
    8. (illegittimo, madre sconosciuta) Goffredo, dal 1196 prevosto della chiesa di Nostra Signora a Bruges, canonico a Cambrai, anche prevosto a Malines, dal 1198 arcidiacono a Cambrai, dal 1202 prevosto di Saint-Amé a Douai.

  7. Enrico († dopo il 1207), signore di Sebourg ⚭ (I) Giovanna di Peteghem, figlia di Giovanni I, signore di Peteghem e Cysoing ⚭ (II) Anastasia, attestata nel 1205;
    1. (I) Baldovino, morto piccolo;
    2. (I) Filippo, signore di Sebourg ⚭ NN, figlia di Alard d'Estrépy[2];
      1. Baldovino;
      2. Filippo;
      3. Johanna, suora a Le Quesnoy;
      4. Alice ⚭ Gualtiero (Gautier) di Bousies;
      5. Isabella, erede di Sebourg, Fontaine-l'Evêque ecc., attestata nel 1274 ⚭ (I) Baldovino di Cuincy (Hénin) ⚭ (II) Arnoldo V di Oudenaarde, attestato dal 1271 al 1310.

    3. (II) Sibilla, canonica nel 1205 a Ghislenghien;
    4. (II) Jolande, canonica nel 1205 a Ghislenghien.

  8. Guglielmo, attestato dal 1192 al 1213, nel 1204 reggente di Hainault.